# Cárcel El Buen Pastor
La Reclusión de Mujeres de Bogotá, conocida como la cárcel El Buen Pastor, es un centro penitenciario para mujeres ubicado en la localidad de Barrios Unidos, en Bogotá, Colombia. Su construcción se inició en 1952, y su inauguración en 1957. Cuenta con una capacidad para 1.275 presas, pero, de la misma manera que otras cárceles colombianas, sufre de muy altas tasas de hacinamiento. Al igual que los demás centros penitenciarios civiles de Colombia, su control esta en manos del INPEC.

## Reclusas notables
Entre las presas que han pasado por El Buen Pastor se destacan:
- Adriana Arango Muñoz, periodista y empresaria.[3]
- Aída Merlano, representante a la Cámara de Colombia.[4]
- Consuelo Salgar de Montejo, senadora de Colombia.[5]
- Eleonora Pineda, representante a la Cámara de Colombia.[6]
- María Concepción Ladino, asesina en serie.[7]
- Silvia Gette Ponce, abogada y vedette argentina.[8]